# 北京地下城

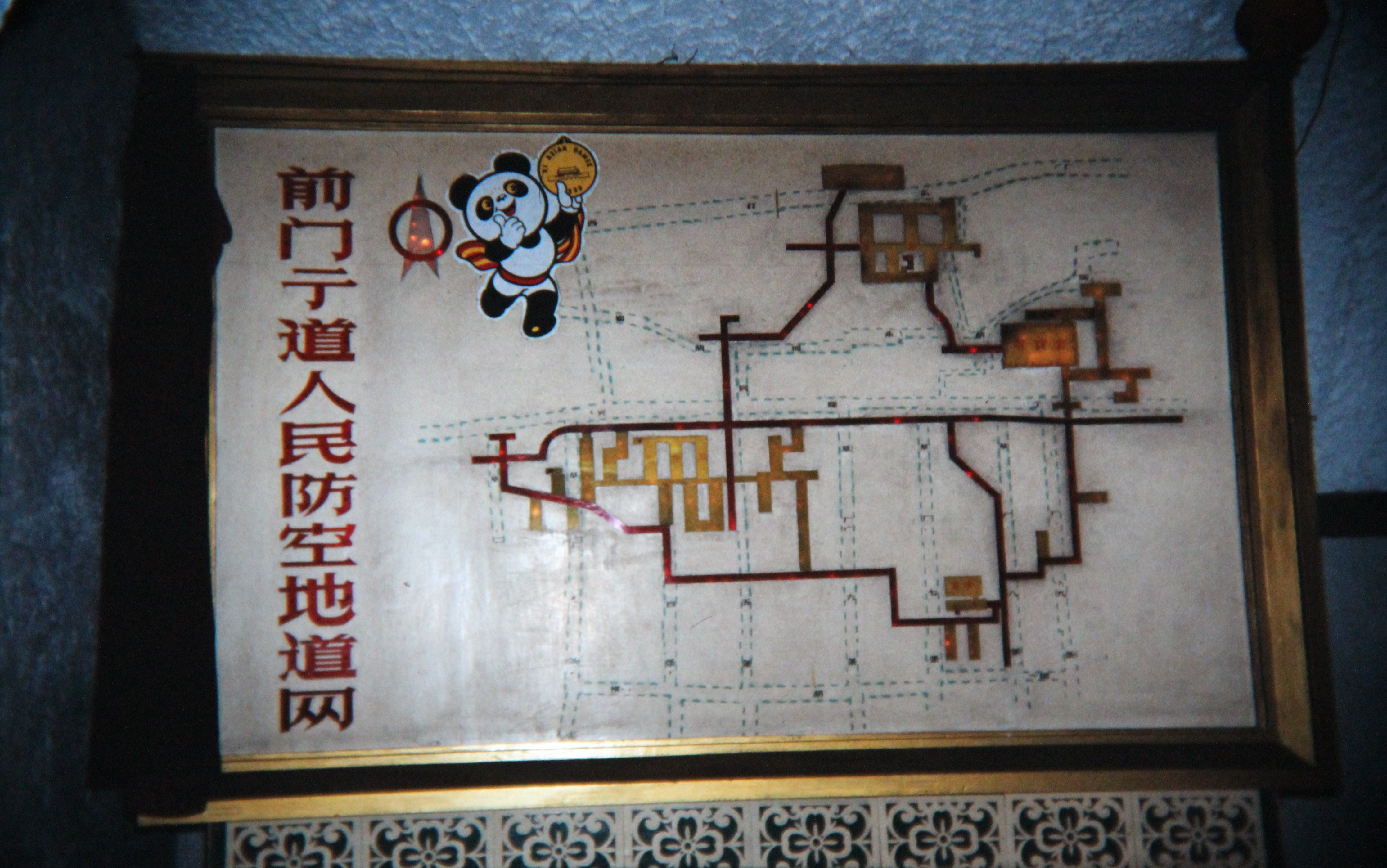
1991年的前门地下城示意图，其中“前门亍道”是“前门街道”的二简字

北京地下城是一系列位于北京地下的人防工程体系，由于其中各种设施齐全，故得名地下城，同时又由于这一体系在地下四通八达、设计目标是军事防御，因此也被称为地下长城。北京地下城是在中苏交恶的背景下为了防范核战争建造的，1980年开始，北京人防工作的重点转为平战结合，地下城被用作旅馆、商店、车间、仓库等，其中前门地下城成为旅游景点，允许参观者访问部分工事。
北京地下城由全长三十余千米的地道组成，位于地下8-18米，遍布于北京市中心，覆盖了85平方千米的面积。地下城中设有多种设施，包括食堂、医院、学校、剧院、工厂、滑冰场、粮仓、油库等，还曾利用低光照条件种过蘑菇。地下城中还有近七十处潜在的水井开掘地，必要时只需向下挖数米即可取得地下水。
地下城的设计可抵御常规武器的攻击。假若北京遭到空袭，则居民可躲藏于地下城中。地下城也可抵御核武器和生化武器的攻击。地下城中设有2300个通风孔，可在必要时关闭，用于对抗化学武器产生的毒物或核攻击产生的放射性落下灰。地下城还有厚实的混凝土门，用于保护地道免受敌军或洪水侵扰。

## 历史
中華人民共和國建国初期，为应对美军与中华民国空军的威胁，确保首都安全，北京市开始大量建设人防工程。1969年，珍宝岛事件爆发，毛泽东出于当时中苏间的恶劣关系考虑，号召“深挖洞，广积粮，不称霸”、“要准备打仗”和“房子地下挖洞”，从此北京的人防工程建设由半公开转向公开发动群众，大规模挖防空洞的群众运动由此展开:6。地下城的地道是由超过30万本地居民、社会团体义务劳动修建而成，几乎每个家庭和单位都参与其中，多数挖掘工作没有借助机械完成。这一时期所建设的人防工程规模庞大，各个地下工程形成了城内城外相连、干线支线相连、深埋浅埋结合的地道网，具有鲜明的历史特征:7。1979年，由于国际局势缓和，地下城建设放缓，人防建设的重点由新建转向加固改造、维修治水、综合治理，此时北京已建成了361万平方米的地下城:7。
在地下城建成后的很长一段时间内，部分地道曾得到不同程度的开发利用，其中包括廉价旅馆、地下商场、酒吧等。2005年，地下城游览区域内还开设有丝绸加工厂。尽管一直没有被用于设计时的目的，但部分有保留价值的地下工程因为其军事用途仍得以保留，因此地下城仍会安排有例行维护工作，雨季会进行检查，喷洒防虫药物等。

## 典型工程

### 前门地下城

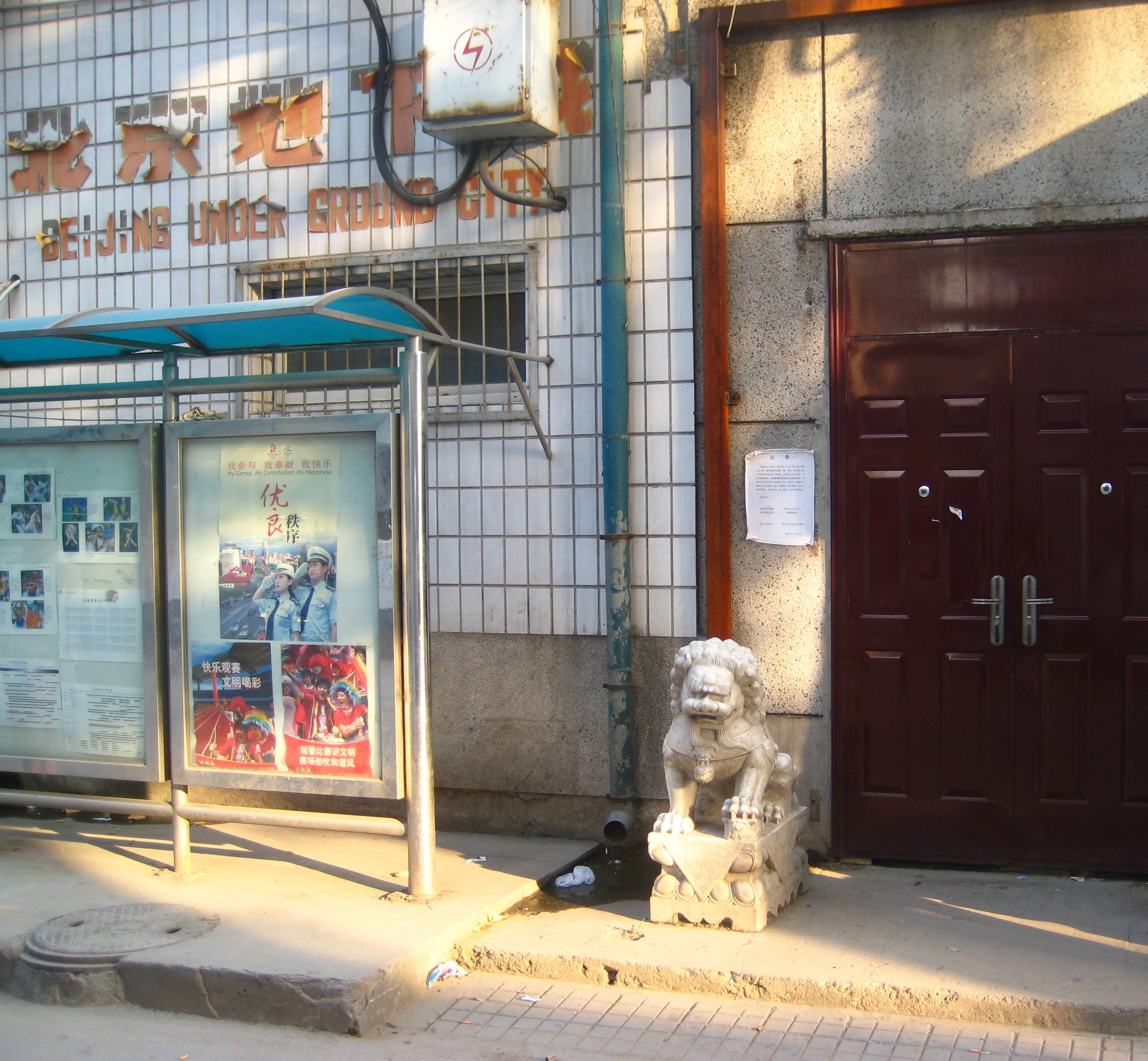
位于西打磨厂街的前门地下城入口

前门地下城是位于前门东区的地道网，始建于1969年，1979年完工。历史上最多时约有90个入口，全部隐藏在前门大街两侧的商店中。目前这些入口多数已因地上建筑物阻挡而被封闭，现存的入口包括西打磨厂街62号、西兴隆街110号等处。1980年，前门地下城被定为涉外旅游景点，开始非正式的接待国际旅行团参观。1980年，前门工艺美术服务部在这里挂起了“北京地下城”的牌子。2000年地下城正式开放，允许有组织的国内游客参观，开放期间可参观区域的地道约长一千米，东西分别延伸至崇文门和前门，南至天坛附近。2008年地下城又开始重新整修而关闭。2019年10月，北京市人民防空办公室将前门地下城位于西兴隆街110号的入口改造成展厅，通过“洞见1969”特展，向市民介绍北京地下城的建设历史和现状。

### 大栅栏地道网
大栅栏是北京前门箭楼西南的一条繁华商业街，是人防工程的重点地区，1969-1978年间当地居民、社会团体通过义务劳动在其地下修建了约5000平方米的地道网。该地道网有出入口、通气孔113个，现存的入口包括大栅栏街18号等处。地道网内建有食堂、商店、药房、库房、电站、水井等设施，可供进入地下城的人长期生活:178。部分空间在建成后曾改为地下百货商场，占地约两千平方米。埃德加·斯诺、傅作义、老布什等人曾在原北京人防办副主任张一民的陪同下参观大栅栏地道网。

### 月坛公园人防工程
月坛公园的地下城始建于1976年，1978年一期工程建成，总面积8338平方米，其中包括4000平方米的地下靶场、指挥所和人员掩蔽工程。一期工程采用掘开式施工，建有出入口7个，内部设有风机房、配电室、水泵房、厕所等设施。1995-1996年又增建了4338平方米的物资库，物资库工程采用浅埋暗挖法施工，工程长117米，宽25米，室内净高3米，设有3个出入口，另有3个通道与一期工程相连:180。1990年10月，西城区人民防空办公室遵照党中央人防工程关于“平战结合”的指示精神利用月坛公园人防工程修建了天外天市场，市场主要经营小百货、小针织、小电器、玩具、服装、鞋帽、文化用品、工艺品八大类商品，以批发为主，兼顾零售，是北京历史上第一家小商品批发市场。市场开业后生意持续火爆，仅3年就收回了市场的全部投资。2004年7月10日，月坛公园东门附近地面在04710暴雨中塌方，天外天市场的5个营业厅全部进水，水深最深达到2米。由于许多商户在水灾中损失惨重，加之地下工程长期以来存在火灾隐患、空间过于拥挤，天外天市场于7月17日停业。2016年6月12日，月坛雅集传艺荟在月坛公园人防工程中建成开放，成为非物质文化遗产传承与展示中心。

### 地坛战备汽车库
1981年12月，地坛公园北门旁建成了2635平方米的战时地下车库。该建筑位于地下8米处，主体为两条直线和两个半圆相交的环形隧道，中心线周长310米，宽7.5米；其结构为砖墙钢筋混凝土拱的混合结构，墙高2.5米，厚50厘米；拱高2.4米，厚30厘米:134。建成初期，该工程曾作为地坛地下旱冰馆使用，1988年因不均匀沉降停用；1992年，北京四维公司在对工程的结构进行修复后作为“名、特、优”产品市场使用，后因经济效益不足停业；1997年10月，东城区人防办公室回收了地坛地下人防工程的使用权并对其再次改造，工程增建了867平方米的地面房并安装了除湿、采暖、冷冻等设备，改造为“紫龙祥滑冰馆”:181。滑冰馆停业后，工程被改造为和平里早市，早市有上百个摊位入驻，每天的客流量可达8000人次。2017年，和平里早市腾退，工程再次改造为旱冰馆。